# Brasiliscincus agilis
Brasiliscincus agilis — вид сцинкоподібних ящірок родини сцинкових (Scincidae). Ендемік Бразилії.

## Поширення і екологія
Brasiliscincus agilis мешкають в прибережних районах на південному сході Бразилії, у штатах Баїя, Еспіріту-Санту і Ріо-де-Жанейро. Вони живуть у прибережних заростях рестінги. Ведуть денний, наземний спосіб життя. Живляться тарганами, гусінню та павуками. Відкладають яйця, у кладці 2—9 яєць.